# Ново-Никольское (деревня, Вяземский район)
Ново-Никольское — деревня в Вяземском районе Смоленской области России. Входит в состав Ермолинского сельского поселения.
Население — 477 жителей (2007 год). Расположена в восточной части области в 25 км к северо-востоку от районного центра, в 3,5 км южнее автодороги М1 «Беларусь».

## История
В начале XX века деревня была крупным торговым местом. Проводилось несколько ярмарок, имелась церковь.